# Gare de Peachtree
 (juillet 2019).
Si vous disposez d'ouvrages ou d'articles de référence ou si vous connaissez des sites web de qualité traitant du thème abordé ici, merci de compléter l'article en donnant les références utiles à sa vérifiabilité et en les liant à la section « Notes et références ».
La gare de Peachtree, dite aussi Brookwood station, est une gare ferroviaire des États-Unis, située sur le territoire de la ville d’Atlanta dans l'État de Géorgie.

## Histoire
Elle a été construite en 1918 par la Southern Railway au nord de Terminal Station, l'ancienne gare principale dans le centre de la ville.

## Service des voyageurs

### Desserte
Elle est desservie par cette liaison longue-distance Amtrak : Le Crescent: La Nouvelle-Orléans (Louisiane) - New York (New York).